# Округ Луис (Мисури)
Округ Луис (енгл. Lewis County) је округ у америчкој савезној држави Мисури.

## Демографија
По попису из 2010. године број становника је 10.211, што је 283 (-2,7%) становника мање него 2000. године.
| Група             | 2000.          | 2010.         |
| Белци             | 10.032 (95,6%) | 9.546 (93,5%) |
| Афроамериканци    | 265 (2,5%)     | 323 (3,2%)    |
| Азијати           | 21 (0,2%)      | 25 (0,2%)     |
| Хиспаноамериканци | 77 (0,7%)      | 159 (1,6%)    |
| Укупно            | 10.494         | 10.211        |